# Monte Qincheng
Il Monte Qingcheng (in cinese: 青城山, Qīngchēng Shān) è una montagna che si trova nella provincia del Sichuan, in Cina. È considerato uno dei luoghi di nascita del taoismo Secondo la mitologia taoista, qui l'Imperatore Giallo studiò con Ning Fengzhi. Nel corso dei secoli su questo monte vennero eretti numerosi templi di questa religione. Il monte ha 36 picchi.
Insieme al sistema di irrigazione del Dujiangyan, nel 2000 il monte Qincheng è stato inserito nell'elenco dei Patrimoni dell'umanità dell'UNESCO.
Il 12 maggio 2008 questa zona è stata colpita dl violento terremoto di Wenchuan, di magnitudo 7.8 sulla scala Richter.

## Storia

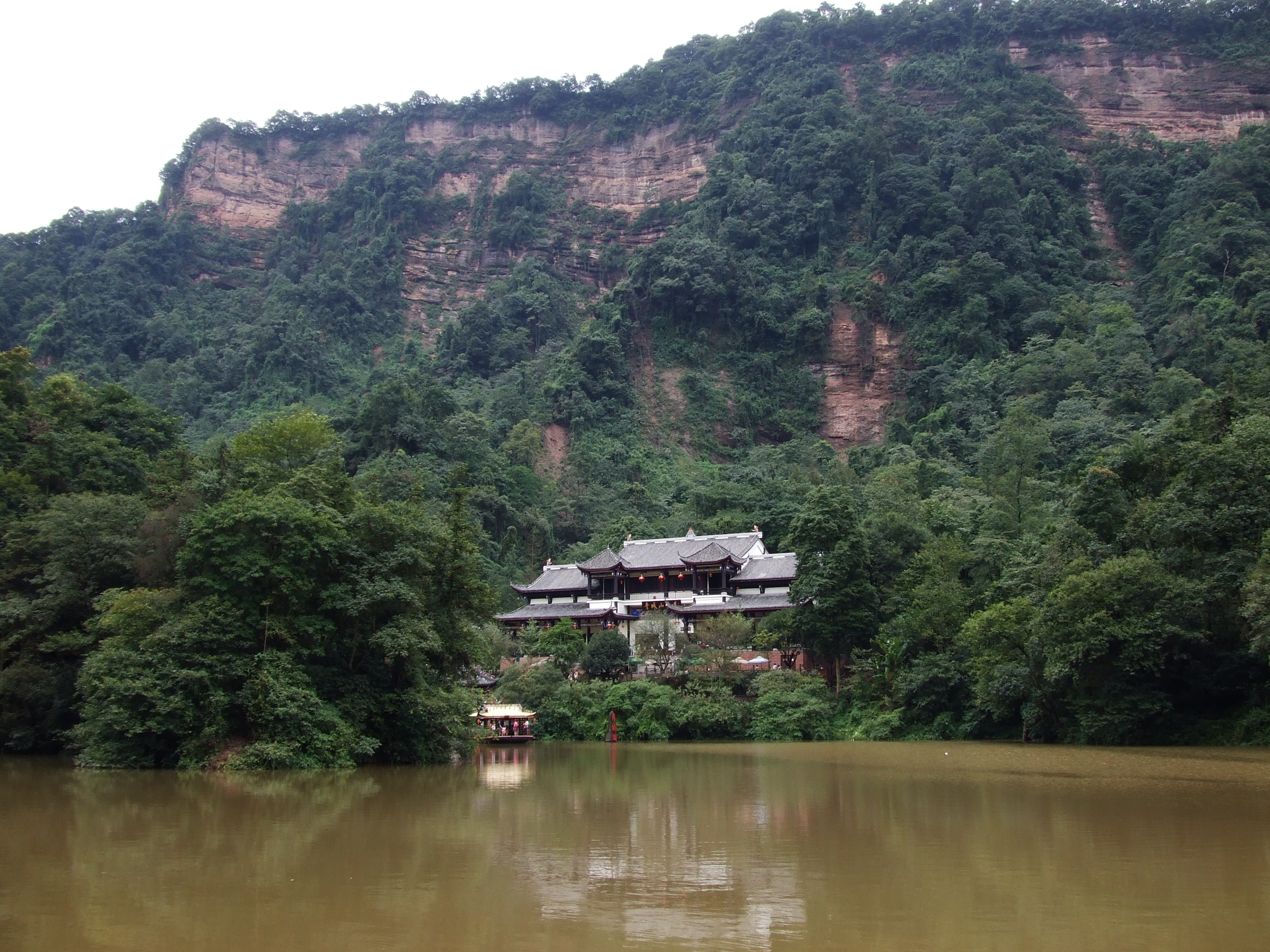
Il Monte Qingcheng

Nel 142 d.C., il primo Maestro Celeste Zhang Daoling sviluppò la Via delle Cinque Beccate di Riso, un movimento di spicco nel Taoismo. Molti degli elementi essenziali del Taoismo derivano dagli insegnamenti e dalle pratiche dei templi che furono costruiti sulla montagna durante le dinastie Jin e Tang. Ci sono 11 templi taoisti sulla montagna e il monte Qingcheng è stato un importante centro spirituale e filosofico fino al XVII secolo.

## Luoghi di interesse

### Palazzo Jianfu

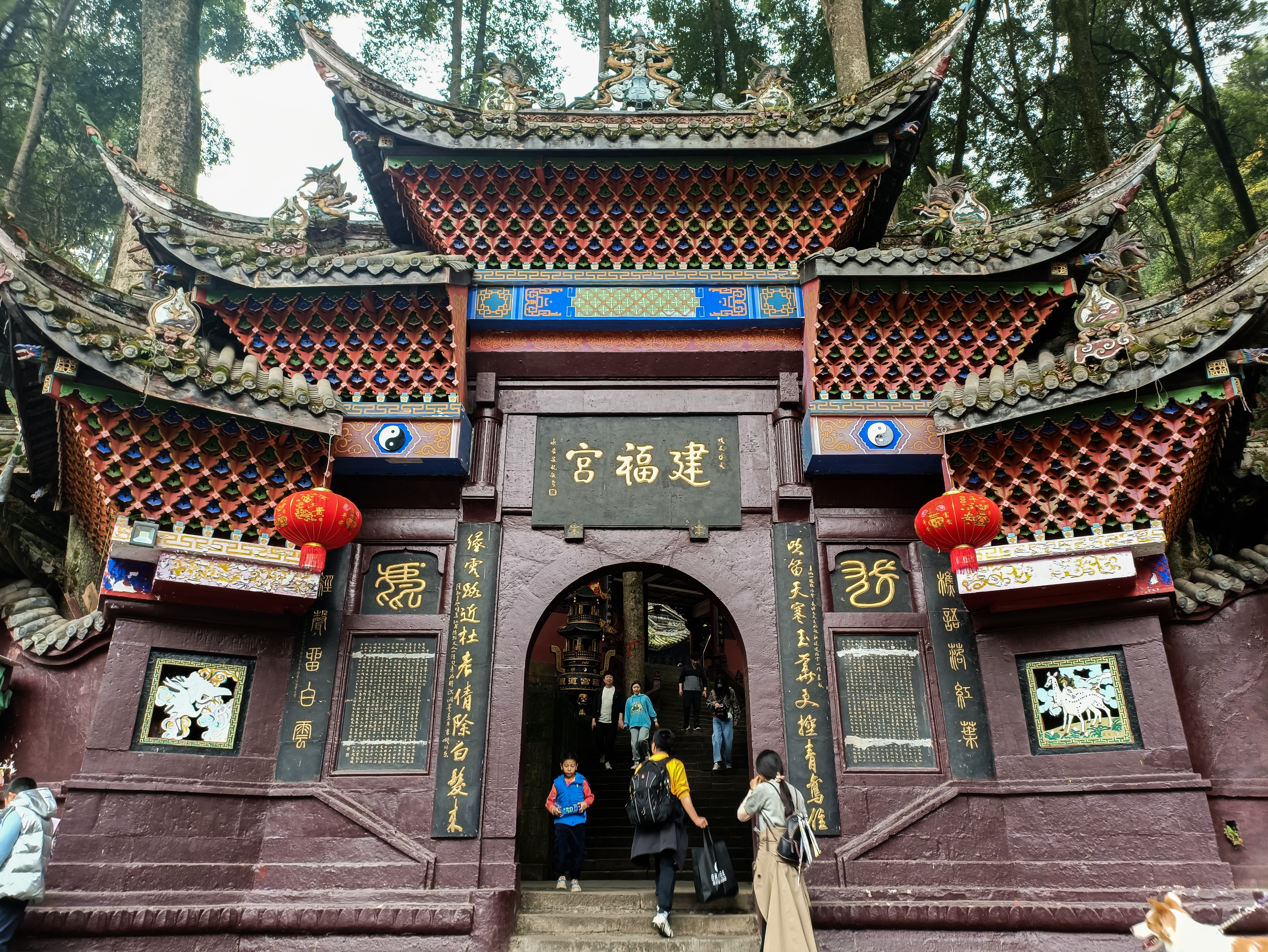
Palazzo Jianfu

Situato ai piedi del Monte Zhangren, il Palazzo Jianfu fu costruito per la prima volta durante la dinastia Tang e più volte rinnovato nelle dinastie successive. Oggi sono rimaste solo due sale e tre complessi ristrutturati durante la dinastia Qing. Le figure di spicco della scuola taoista sono venerate nella splendida Sala Principale del Palazzo Jianfu. Nel padiglione Weixin, il comò della principessa consorte del principe Qingfu durante la dinastia Ming.
È il primo tempio taoista sul Monte Qingcheng.

### Grotta di Chaoyang
Situata ai piedi della vetta principale del Monte Laoxiao, la grotta è profonda, con gocce d'acqua che cadono di tanto in tanto. La grotta di Chaoyao è anche un magnifico tempio taoista costruito sotto ripide scogliere che fanno parte del terreno.

### Palazzo di Shangqing
Situato sulla cima del Monte Qingcheng con un'altitudine di oltre 1.500 metri, il Palazzo di Shangqing segna la fine del percorso turistico del Monte Qingcheng. Edifici come la Sala Laojun, la Sala Sanqing, la Sala Wenwu e la Sala della Predicazione Tao Te Ching nel tempio taoista del Palazzo di Shangqing, con diverse reliquie culturali, furono originariamente costruiti durante la dinastia Jin.

### Tempio di Erwang

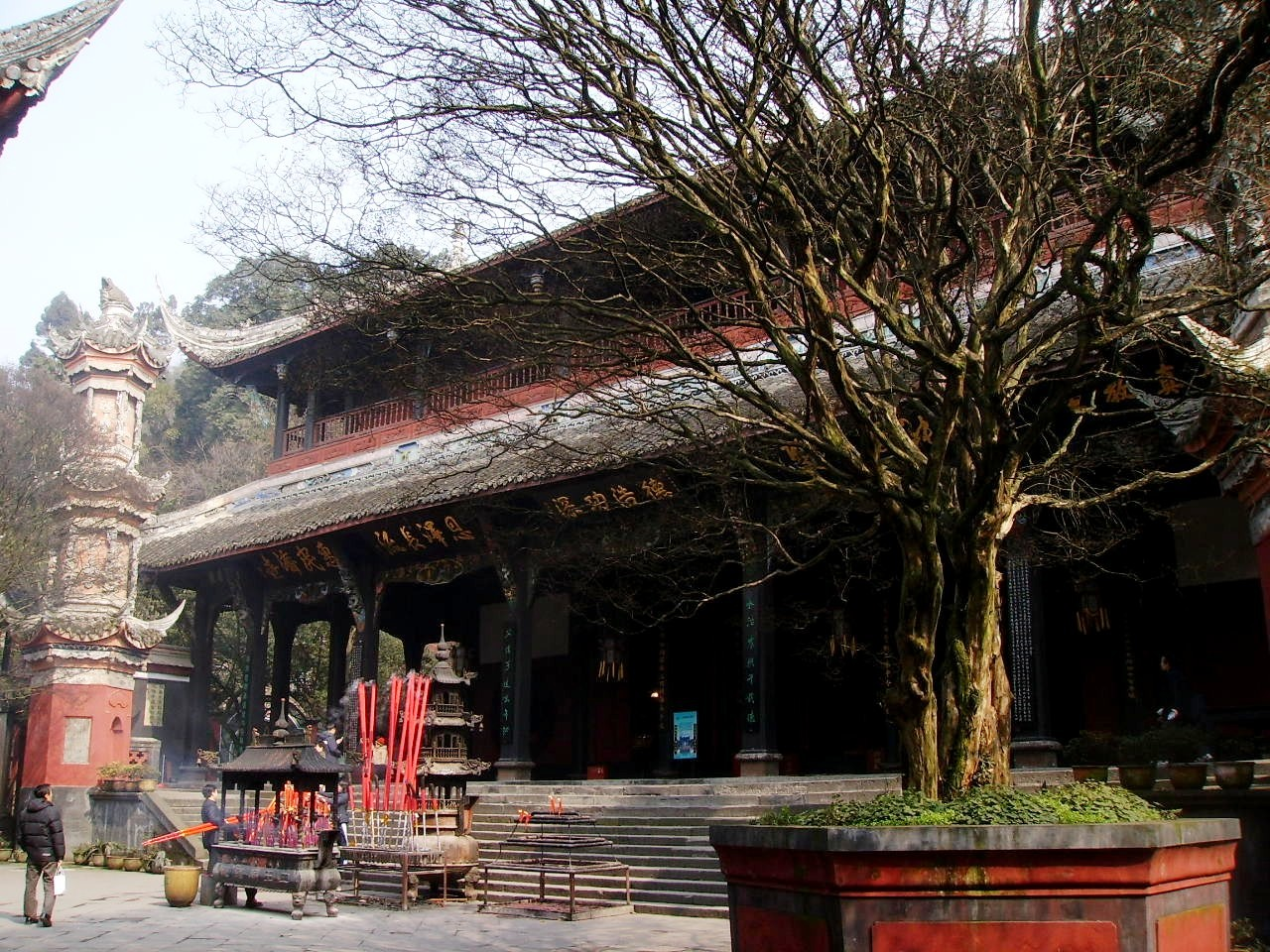
Il Tempio di Erwang

Sul monte Qingcheng ci sono undici templi di particolare importanza per l'architettura taoista, perché (a differenza dei templi del monte Wudang) non copiano le caratteristiche della corte imperiale, ma l'architettura tradizionale del Sichuan occidentale. Il Tempio di Erwang, a ovest della città di Dujiangyan, fu notevolmente ampliato durante la dinastia Song (960-1279) e ampiamente ricostruito nel XVII secolo. È costruito in legno e si trova in un punto strategico della montagna, con vista sul fiume. Le incisioni nel tempio sono note della storia e dei risultati ottenuti nel controllo dell'acqua di Dujiangyan.